# Soudislavl
Soudislavl (en russe : Судиславль) est une commune urbaine de l'oblast de Kostroma, en Russie, et le centre administratif du raïon de Soudislavl. Sa population s'élevait à 4 729 habitants en 2013.

## Géographie
Soudislavl est arrosée par la rivière Korba, un affluent de l'Andoba, dans le bassin de la Volga. Elle est située à 47 km à l'est de Kostroma et à 343 km au nord-est de Moscou.

## Histoire

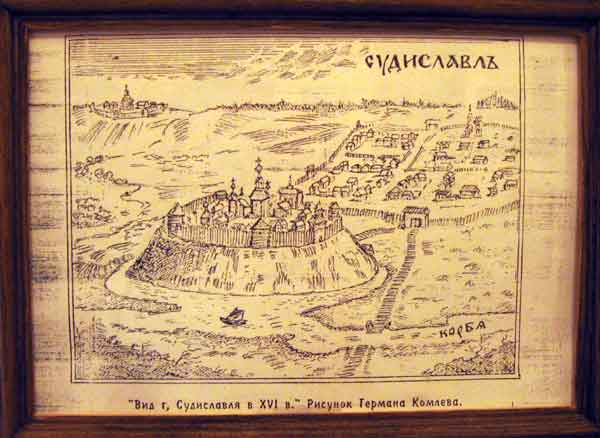
Soudislavl au XVIe siècle.

Les premières chroniques faisant référence à la ville-forteresse de Soudislavl datent de 1360, mais la ville existait déjà sans doute au XIe siècle. La ville doit son nom au prince Soudislav (1014-1063), fils du grand-duc Vladimir qui aurait fait bâtir la ville dans la première moitié du XIe siècle en tant que ville-forteresse sur la frontière nord de la Rus' de Kiev.
Le kremlin de Soudislavl construit en bois était entouré d’un rempart et d’un fossé rempli d’eau. Des marécages impraticables s’étendaient aux alentours de la ville. Mikhaïl Romanov, le premier tsar de la dynastie des Romanov, fuyant ses ennemis, s’y réfugia en 1613.
Au cours du XIIe et XIIIe siècles, la ville a perdu sa valeur stratégique en se transformant en une ville commerçante. 
L’artisanat se développa à la même époque : tissage, tannerie, menuiserie, poterie. Soudislavl était connu comme l’un des centres du commerce du lin et des cuirs du nord de la Russie. Ses forêts étaient également extrêmement riches en champignons. 
Aux XIIIe et XIXe siècles[Quand ?], Soudislavl était un centre important des orthodoxes vieux-croyants.[réf. nécessaire] La ville fut détruite par la Horde d'or des Tatars Mongols au XIIIe siècle.
Au XVIe siècle, la petite ville fut offerte par Ivan le Terrible à son fils Théodore.[réf. nécessaire]
Au XVIIe siècle[évasif], elle fut de nouveau détruite entièrement lors de la guerre contre les Polonais. 
Soudislavl perdit son statut de ville en 1925, mais devint le centre administratif d'un raïon en 1929. En 1963, Soudislavl accéda au statut de commune urbaine.

## Population
Recensements (*) ou estimations de la population
| 1897* | 1926* | 1959* | 1970* | 1979* |
| ----- | ----- | ----- | ----- | ----- |
| 1 362 | 976   | 3 307 | 4 662 | 5 495 |

| 1989* | 2002* | 2010* | 2012  | 2013  |
| ----- | ----- | ----- | ----- | ----- |
| 5 783 | 5 373 | 4 913 | 4 826 | 4 729 |

## Économie
Les entreprises d'importance : exploitation forestière, usine de produits laitiers, boulangerie industrielle, élevage de bêtes à fourrures (visons, renards), atelier de confection de manteaux et garnitures vestimentaires et autres.

## Galerie

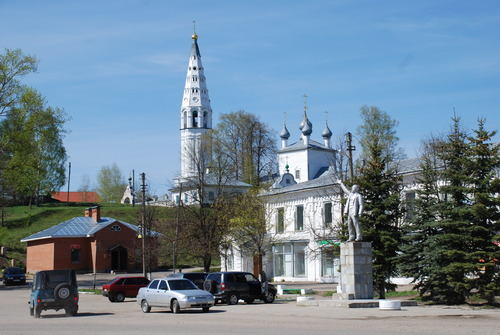
Place centrale de la ville
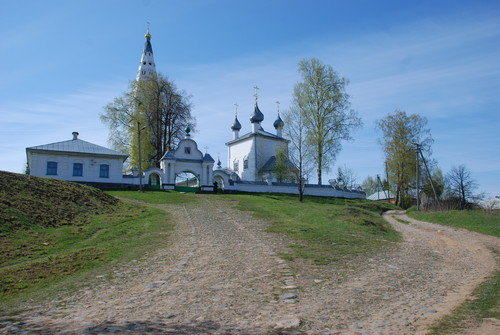
Église de la Transfiguration du Sauveur (1758)
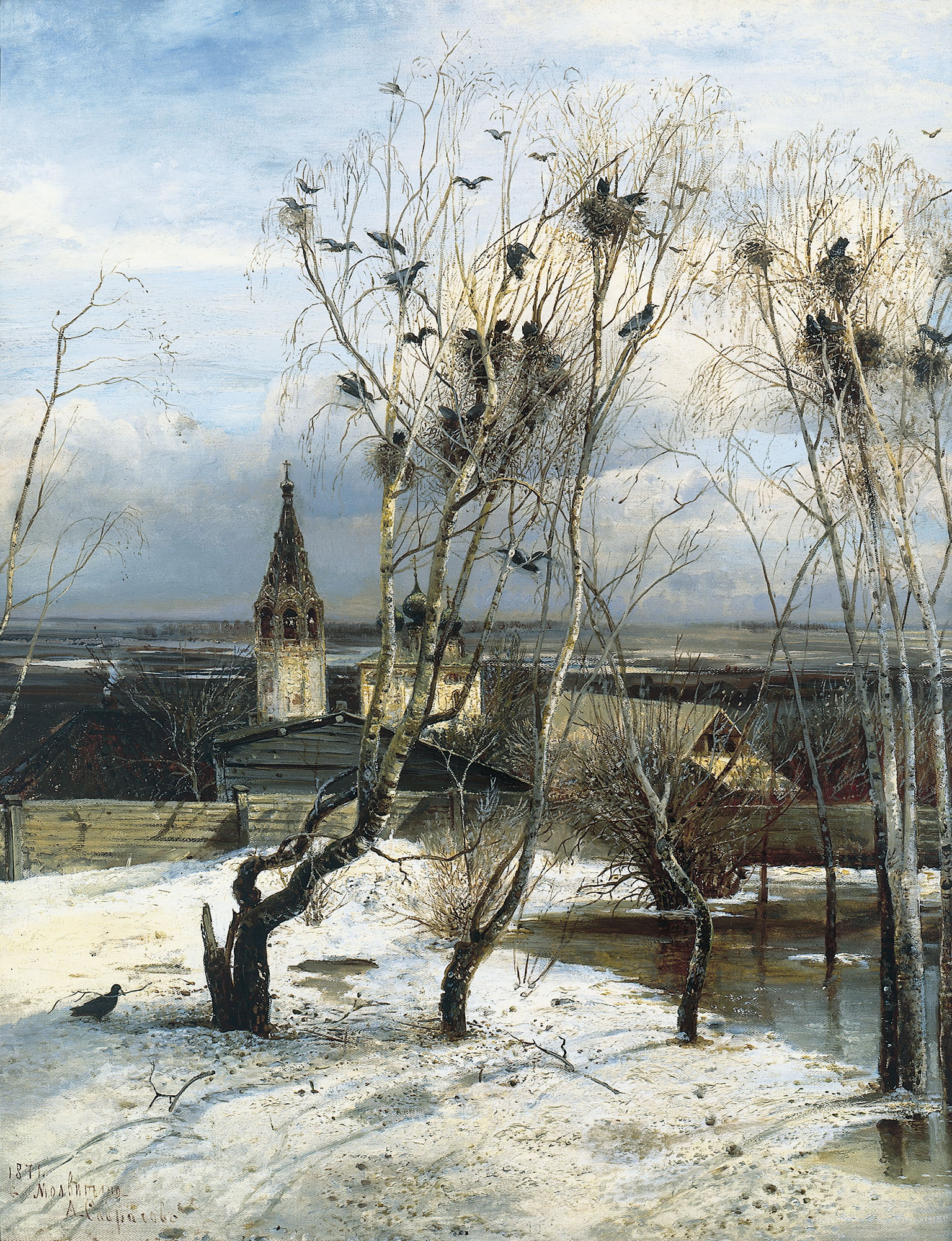
Les freux sont de retour (1871) d'Alexeï Savrassov.